# Bunčani
Bunčani je naselje u slovenskoj Općini Veržeju. Bunčani se nalazi u pokrajini Štajerskoj i statističkoj regiji Pomurju. 

## Stanovništvo
Prema popisu stanovništva iz 2002. godine naselje je imalo 206 stanovnika.